# Román András
Román András, 1951-ig Rechnitz András (Budapest, 1929. szeptember 15. – Budapest, 2005. november 13.) magyar építészmérnök, művészettörténész, építészettörténész. A Budapesti Műszaki és Gazdaságtudományi Egyetem Építészettörténeti és Elméleti Intézetének címzetes egyetemi docense. A Magyar Tudományos Akadémia Építészettörténeti és Elméleti Bizottságának tagja. A Műemlékvédelem főszerkesztője. A műszaki tudományok kandidátusa (1969).

## Életpályája
Szülei Rechnitz Zoltán (1899–1945) bankhivatalnok, gyapjúbizományos és Rosenthal Margit (1899–1987) voltak. Apja a holokauszt áldozata lett, botlatóköve megtalálható egykori lakhelyük, az Aulich utca 3. előtt. 1947-ben érettségizett a Berzsenyi Dániel Gimnáziumban. 1951-ben diplomázott a Budapesti Műszaki és Gazdaságtudományi Egyetem Építészmérnöki Karán. 1951–1953 között a sztálinvárosi 26. sz. Állami Építőipari Vállalat (ÁÉV) építésvezető-helyettese és építésvezetője volt. 1953–1954 között a Szakszervezetek Országos Tanácsa Tervosztálya műszaki ellenőre és a SZOT Építőipari Vállalata diszpécsere volt. 1954–1955 között a Fővárosi I. kerületi Tatarozó Vállalat főmérnökeként dolgozott. 1955–1957 között a Fővárosi Tanács VB Építőipari Igazgatósága főmérnöke volt. 1957–1958 között a Fővárosi Építőipari Beruházó Vállalat műszaki ellenőre volt. 1958–1959 között a Fővárosi XVI. kerületi Tatarozó Vállalat főmérnöke volt. 1960-ban elvégezte a Marxizmus-Leninizmus Esti Egyetem általános tagozatát. 1960–1961 között a Fővárosi 13. sz. ÁÉV főmérnöke volt. 1961–1965 között az MTA–TMB-n Rados Kornél aspiránsa volt. 1961–1962 között, valamint 1970–1995 között az Országos Műemlék-Felügyelőség, illetve az Országos Műemlékvédelmi Hivatal osztályvezetője volt. 1962–1970 között az Építésügyi és Városfejlesztési Minisztérium (ÉVM) Területrendezési Főosztálya főmérnöke volt. 1976-tól a Budapesti Műszaki és Gazdaságtudományi Egyetem előadója volt. 1978–1987 között az International Council on Monuments and Sites (ICOMOS) választóbizottsági tagja volt. 1982–1992 között a történelmi városok nemzetközi bizottságának elnöke volt. 1990–1996 között az ICOMOS alelnöke, 1999-től örökös tiszteletbeli tagja volt. 1992–1996 között a Falvak és Kisvárosok Európai Tanácsának elnöke volt. 1995-től a kolozsvári Babeş–Bolyai Tudományegyetem előadója volt. 1995–2001 között a Műemlékvédelem című folyóirat főszerkesztője volt.

## Magánélete
1956-ban házasságot kötött Vnoucsek Ágnessel. Egy lányuk született: Edit. Második felesége Szekeres-Varsa Vera (1933–) nyelvtanár, emlékiratíró volt.

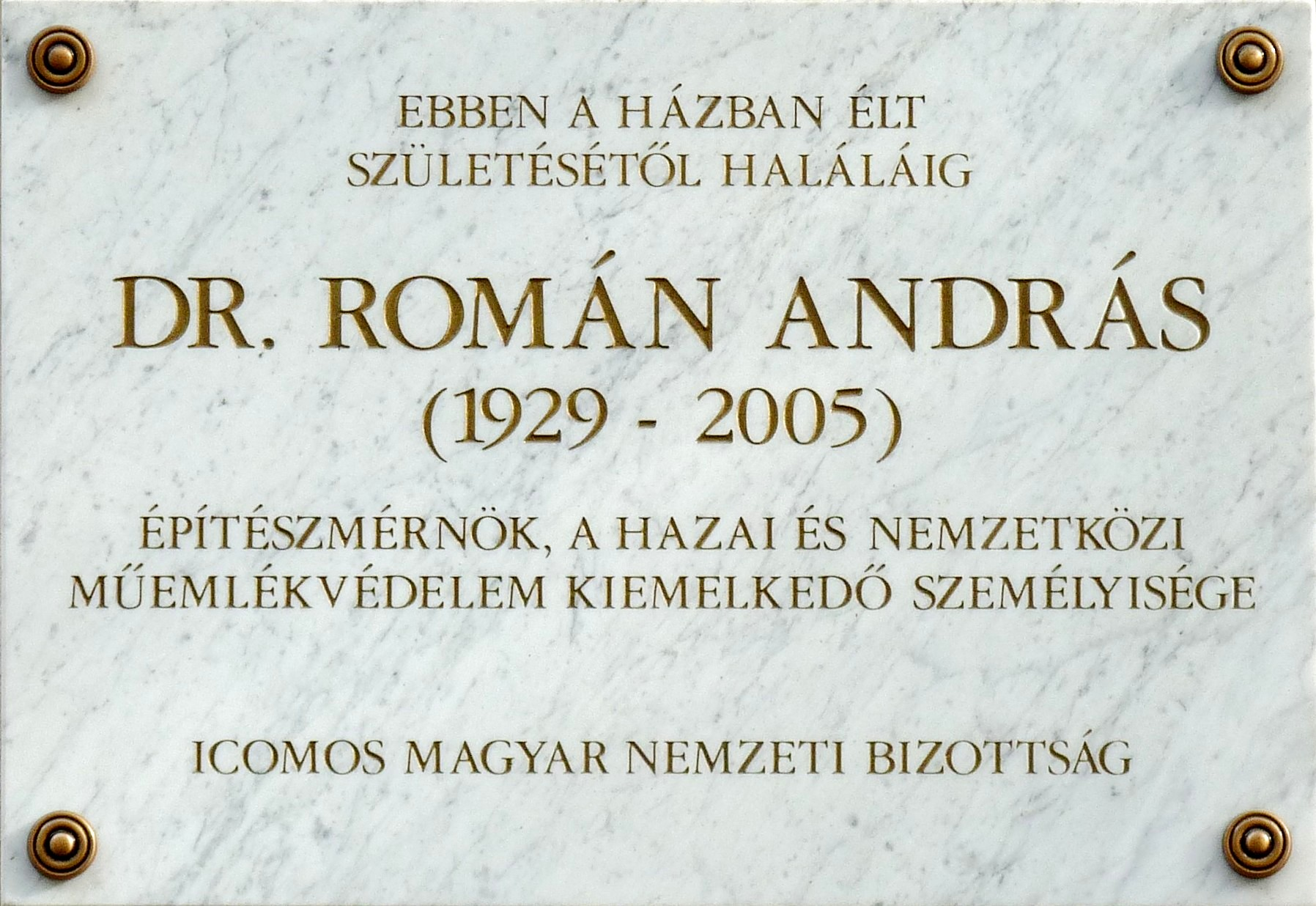
Román András építészmérnök emléktáblája egykori lakhelyén. (Budapest, V. ker. Aulich utca 3.)

Sírja a Kozma utcai izraelita temetőben látogatható.

## Művei
- Budapest műemlékeiért (Dercsényi Dezsővel, Műemlékvédelem, 1963)
- Műemlékek helyreállítási munkái (Építésügyi Szemle, 1964)
- Egy népi műemlék újszerű helyreállítása (Mendele Ferenccel, Műemlékvédelem, 1965)
- A műemlék-helyreállítások technikai színvonala (Magyar műemlékvédelem. III. kötet 1961–1962. Budapest, 1966)
- A népi műemlékek védelme és a falusi települések fejlesztése (Építésügyi Szemle, 1966)
- Az Országos Kéktúra útvonalának műemlékei (Műemlékvédelem, 1966)
- Várak helyreállításának kiviteli munkái (Építés- és Közlekedéstudományi Közlemények, 1966)
- A Balaton-környék népi építészeti együttesei (Galambos Ferenccel, Műemlékvédelem, 1967)
- Elavult lakóépületek korszerűsítése (Kandidátusi értekezés, Budapest, 1968)
- A szentendrei falumúzeum tervpályázata (Műemlékvédelem, 1968)
- Műemlékvédelem és városrendezés (Magyar műemlékvédelem. IV. kötet 1963–1966. Budapest, 1969)
- Gondolatok a budapesti városkép alakulásáról (Magyar műemlékvédelem. V. kötet 1967–1968. Budapest, 1970)
- A felújítások speciális műemléki követelményei (Az Építőipari Tudományos Egyesület konferenciája. Budapest, 1971)
- Műemléki lakóházak problémái (Magyar műemlékvédelem. VI. kötet 1969–1970. Budapest, 1972)
- Székesfehérvár védett műemléki belvárosa (Városépítés, 1972)
- A népi építészet emlékeinek megmentése (A Műemléki Albizottságok VI. Országos Értekezlete előadásai. Budapest, 1972)
- A magyar műemlékvédelem nagy napjai. Az ICOMOS III. Közgyűlése és Kollokviuma. (Műemlékvédelem, 1972)
- A népi építészeti együttesek védelme. (Az Egri Nyári Egyetem előadásai. Eger, 1973)
- Faluszerkezet, falukép – 1973 (Városépítés, 1973)
- A magyar műemlékvédelem nagy napjai (Magyar műemlékvédelem. VII. köt. 1971–1972. Budapest, 1974)
- A népi műemlékek néhány sajátos vonása (Műemlékvédelem, 1974)
- A városképek védelmével kapcsolatos helyzetfelmérés (Építés-, Építészettudomány, 1974)
- Műemlékileg védett városrészek a településekben (Területrendezés, 1974)
- Gondolatok a szabadtéri néprajzi múzeumokról (Magyar Építőművészet, 1974)
- Restaurátori tevékenység a népi műemlékek védelmében (Az Egri Nyári Egyetem előadásai. Eger, 1974)
- Városrekonstrukció és műemlékvédelem (Műszaki Tervezés, 1975)
- Műemléki szakemberképzés. – A Velencei Charta és a magyar műemlékvédelem (Az Egri Nyári Egyetem előadásai. Eger, 1975)
- A népi műemlékek fogalomkörének meghatározása (Életünk, 1976)
- A soproni városkép fejlődése (Magyar műemlékvédelem. VIII. köt. 1973–1974. Budapest, 1977)
- Városrekonstrukció Veszprémben (Magyar Építőművészet, 1979)
- Történeti jellegű települések védelme (Városépítés, 1979)
- Peculiar Characteristics of Rural Monuments (Acta Technica, 1979)
- A műemlékvédelem elmélete és gyakorlata. Műemlékvédelmi alapfogalmak. Műemlékvédelmi szakmérnöki jegyz. (Budapest, 1980)
- Élő város – élő műemlék (Építés-, Építészettudomány, 1980)
- Így is lehet városközpontot építeni (Magyar Építőművészet, 1980)
- A magyar műemlékvédelem a nemzetközi integrációban (Az Egri Nyári Egyetem előadásai. Eger, 1981)
- A műemlékvédelem Magyarországon (társszerző, Budapest, 1983)
- A magyar műemlékvédelem helye a nagyvilágban. Román András előadása az OMF 25 éves fennállásának alkalmából tartott emlékülésen (Műemlékvédelem, 1983)
- Az ICOMOS és a magyar műemlékvédelem. 1975–1980. (Magyar műemlékvédelem. IX. kötet. Az Országos Műemléki Felügyelőség évkönyve. Budapest, 1984)
- A történeti város és városrész mint a legkomplexebb műemlék (Műemlékvédelem, 1984)
- A győri belváros tegnap és ma (Városépítés, 1984)
- Hollókő helye a világ műemlékvédelmében (Honismeret, 1984)
- Műemlékvédelem és városépítés (Városépítés, 1985)
- A hollókői falurehabilitáció (Magyar Építőipar, 1986)
- Történeti negyed mint lakóterület – Műemlékvédelem és településvédelem – Városrehabilitáció és településkultúra (Városépítés, 1987)
- Kastélysors. 1945–1987 (Magyar Építőipar, 1987)
- Műemlékvédelem és idegenforgalom (Városépítés, 1989 és A falu, 1989)
- Hollókő. Fotóalbum. A fotókat Ács Irén készítette a szöveget írta Zólyomi Józseffel. (Budapest, 1990)
- Műemlék és építészeti örökség (Honismeret, 1990)
- A Nemzeti Örökség Bizottsága tevékenysége (Műszaki Tervezés, 1991)
- A nemzeti örökségről (Honismeret, 1991)
- A történeti városok nemzetközi kartájának története és tanítása (Budapest, 1993)
- Változások, hangsúlyeltolódások a világ műemlékvédelmében. (Gerő László nyolcvanötödik születésnapjára. Tanulmányok. Szerk. Pamer Nóra. Budapest, 1994)
- Műemlék, építészeti örökség, város. Válogatott cikkek, előadások. 1970–1995. (Az Országos Műemlékvédelmi Hivatal kiadványa. Budapest, 1996)
- Az ópusztaszeri történeti emlékhely. – A sárospataki Vörös torony helyreállítása (Műemlékvédelem, 1996)
- Madách Imre, avagy egy sugárút tragédiája (Budapesti Negyed, 1997)
- Kérdések a siklódi református templomról. Akció Torockó és Énlaka építészeti örökségének megvédésére. A hollókői vár. A Velencei Chartától a Nárai Dokumentumig. (Műemlékvédelem, 1997)
- Polgármesteri hivatal a Kapisztrán téren. A szamosújlaki református templom. (Műemlékvédelem, 1998)
- A sonkádi református templom helyreállítása (Műemlékvédelem, 1999)
- A magyar városkép. – A budai várnegyed új háza a városképben. – Műemlék és történeti emlékhely. (Műemlékvédelem, 2000)
- Lehet egy emelettel több? A visegrádi Mátyás-palota millenniumi munkálatairól. Térérzések, életterek. Novák István építészeti munkássága. Ami jó és ami rossz egy hagyományban. A szőregi kolostorrom helyreállítása (Műemlékvédelem, 2001)
- Karták könyve. Műemlékvédelmi dokumentumok gyűjteménye. Válogatta, összeállította: Román András (Az ICOMOS Magyar Nemzeti Bizottsága kiadványa. Budapest, 2002; 2. bővített kiadás 2011)
- Mi áll amott a szirttetőn…? A kaposszentjakabi bencés romok újbóli helyreállítása (Műemlékvédelem, 2003)
- 487 bekezdés és 617 kép a műemlékvédelemről. Monográfia és egyetemi tankönyv is. (Budapest, 2004)
- Minden rekonstrukciót eleve ki kell zárni…? Gondolatok a mádi zsinagóga helyreállítása kapcsán (Műemlékvédelem, 2004)
- Ember – identitás – épített környezet (Műemlékvédelem, 2005)
- A műemlékvédelem (Biztosítási Szemle, 2005)

## Díjai, elismerései
- Szocialista Kultúráért (1972)
- Madách Imre-díj (1976)
- Budapestért Emlékérem (1978)
- Möller István-emlékérem (2000)
- Magyar Műemlékvédelemért Emlékérem (2000)
- Forster Gyula-díj (2004)
- A Magyar Kultúra Lovagja (2006)